# A Big Bold Beautiful Journey
A Big Bold Beautiful Journey är en amerikansk dramafilm som förväntas ha amerikansk premiär den 19 september 2025. Filmen är regisserad av Kogonada efter ett manus skrivet av Seth Reiss.

## Handling
Filmen handlar om två främlingar och den resa som de gör som för dem samman.

## Rollista (i urval)
- Margot Robbie – Sarah
- Colin Farrell – David
- Lily Rabe
- Jodie Turner-Smith
- Phoebe Waller-Bridge
- Lucy Thomas
- Billy Magnussen
- Sarah Gadon
- Brandon Perea
- Yuvi Hecht
- Hamish Linklater
- Calahan Skogman
- Chloe East
- Jacqueline Novak
- Jennifer Grant
- Shelby Simmons